# Hookeriopsis nitens
Hookeriopsis nitens là một loài Rêu trong họ Hookeriaceae. Loài này được (Hornsch.) A. Jaeger mô tả khoa học đầu tiên năm 1877.